# Belagerung von Sangala

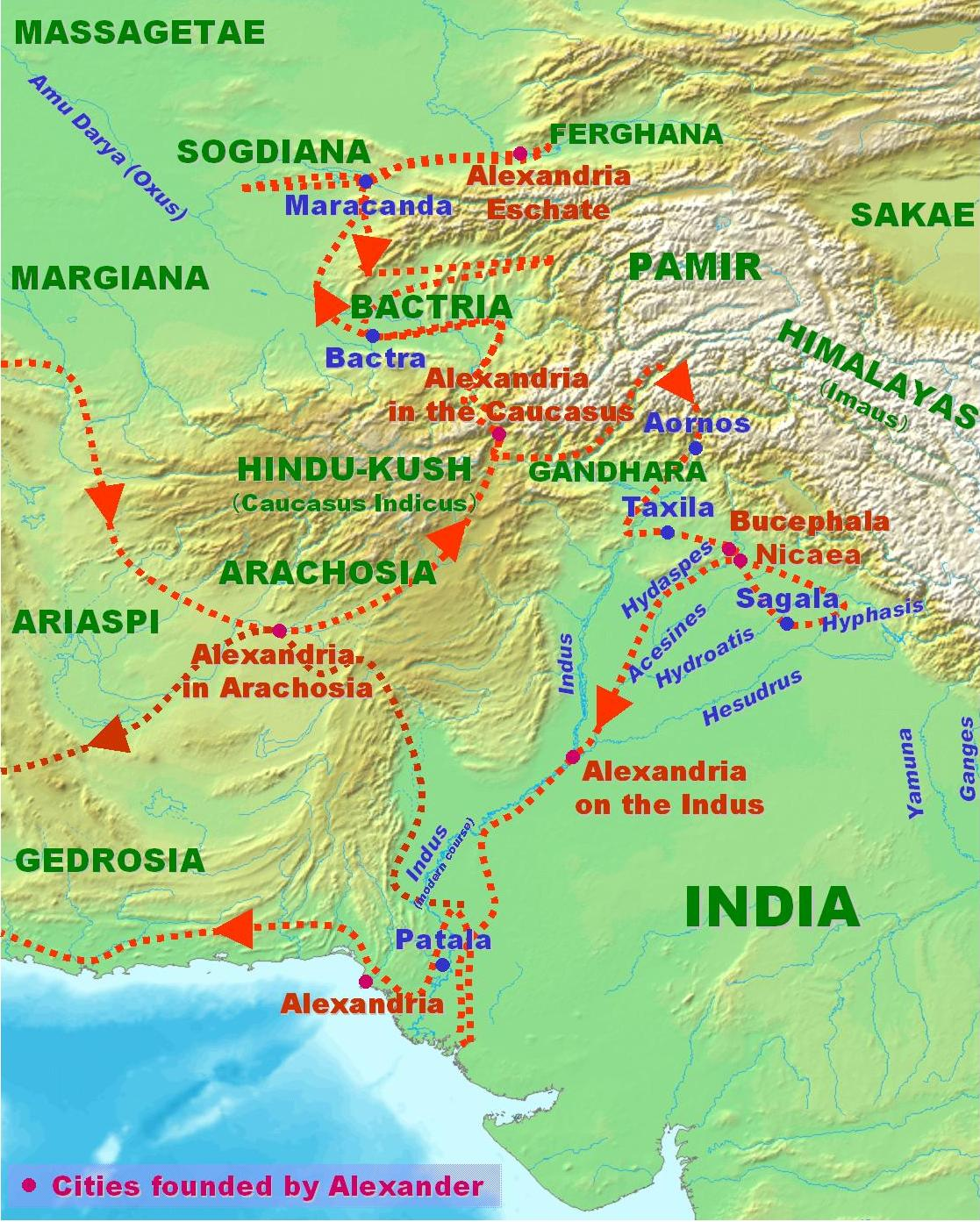
Alexanders Indienfeldzug. Sangala befindet sich rechts unter der Beschriftung Bucephala.

Die Belagerung von Sangala wurde während des Indienfeldzugs Alexanders des Großen 326 v. Chr. ausgetragen. Der kriegerische indische Stamm der Kathaier verteidigte seine Hauptstadt Sangala erbittert gegen die Streitkräfte Alexanders. Es gelang aber dem Makedonenkönig unter schweren Verlusten, sie zu erobern.

## Vorgeschichte
Nachdem Alexander der Große im Verlauf seines Indienfeldzugs mit leichten Truppen den Fluss Hydraotes (heute Ravi) überschritten und die Unterwerfung der in unmittelbarer Nähe lebenden Stämme entgegengenommen hatte, erfuhr er von diesen, dass die Kathaier in ihrer östlich davon gelegenen Hauptstadt Sangala zu massivem Widerstand rüsteten. Auch wollten sie die weiter südlich am Indus siedelnden Völker dazu aufreizen, ebenfalls die Waffen gegen Alexander zu erheben. Sangala könnte mit der heutigen, in Pakistan gelegenen Stadt Sialkot identisch sein, was aber der deutsche Geographiehistoriker Albert Herrmann bestritt. Alexander Demandt hält es für möglich, dass Sangala an der Stelle des heutigen Lahore lag. Die Kathaier hatten vor Sangala eine Wagenburg erbaut. Diese war derart angelegt, dass drei aus Karren gebildete Verteidigungslinien einen Hügel ringförmig umgaben. Dort hielt sich ein ansehnliches Heer der Kathaier verschanzt und erwartete den Angriff des Makedonenkönigs.

## Belagerung
Den Hauptbericht für die folgende militärische Auseinandersetzung zwischen dem Heer Alexanders und den Kathaiern liefert der antike Historiker Arrian im fünften Buch seiner Anabasis. Demzufolge rückte der Makedonenkönig mit seiner Streitmacht eilig in einem dreitägigen Marsch, den er nur durch einen Ruhetag unterbrach, gegen Sangala vor. Als er die Stadt erreichte, befahl er einem Teil seiner Bogenschützen, in größerer Entfernung entlang der äußeren Wagenlinie zu reiten und ihre Pfeile auf die dort postierten Verteidiger abzuschießen. Durch dieses Manöver sollte verhindert werden, dass die Inder einen Ausfall machten, ehe Alexander seine Truppen in der passenden Schlachtordnung aufstellen konnte. Auf dem linken Flügel der Armee, die gegen die Inder vorgehen sollte, kommandierte Perdikkas seine eigene Hipparchie und ein Bataillon Infanteristen. Arrian erwähnt aber im weiteren Bericht nichts vom Einsatz des linken Flügels, sondern schildert, dass Alexander zunächst mit der Reiterei seines rechten Flügels gegen die auf dem äußeren Wagenring postierten Inder losmarschierte.
Die Verteidiger ließen sich nicht aus ihrer Stellung hinter den Karren hervorlocken, sondern bestiegen diese und schossen von oben herab ihre Pfeile gegen die angreifenden Kavalleristen Alexanders ab. Da er seine Reiterei nicht effizient einsetzen konnte, ordnete Alexander eine Offensive der Phalanx seiner Infanteristen an, welche die Inder bald hinter ihre erste Wagenreihe zurücktrieb. Hier vermochten sich die Inder aufgrund ihrer nun dichteren Schlachtreihe besser zu verteidigen, hatten aber nach hartem Kampf dennoch auch die zweite Verteidigungslinie aufzugeben. Sie versuchten dann nicht mehr, den Kampf hinter der dritten Wagenreihe zu erneuern, sondern flohen rasch nach Sangala, das von massiven Backsteinmauern umgeben war. Da Alexander kein Belagerungsgerät mitführte, musste er sich vorerst mit einer Einschließung der Stadt durch seine Streitkräfte begnügen, doch konnte er aufgrund ungenügender Truppenstärke an Infanterie keinen vollständigen Belagerungsring um die Stadt ziehen. Er sah einen nächtlichen Ausbruchsversuch der Inder voraus und postierte daher seine Reiterei entlang eines an die Stadt grenzenden flachen Sees, die dann den tatsächlich erfolgenden Ausfall zurückschlug. Die Makedonen erbauten daraufhin eine doppelte Palisadenreihe, die Sangala mit Ausnahme einer Lücke beim See umschloss. Alexander ordnete auch eine Verstärkung der Wachmannschaft beim See sowie die Erbauung von Belagerungsmaschinen an. Durch Überläufer erfuhr er unterdessen, dass die Inder einen erneuten Ausbruch in der Nähe des Sees zu unternehmen beabsichtigen.
Im Auftrag Alexanders sollte Ptolemaios Vorkehrungen treffen, um ein Entweichen der Inder zu verhindern. Ptolemaios besetzte mit drei Chiliarchien (Einheiten von 1000 Mann) der Hypaspisten, sämtlichen Agrianen und einer Taxis der Bogenschützen jene Stelle nahe dem See vor der Stadtmauer, an der gemäß den Angaben der Überläufer die Inder durchzubrechen versuchen würden. Er ließ auch an der anzunehmenden Fluchtroute der Belagerten eine Wegsperre durch quergestellte Karren und andere Hindernisse errichten. Als die Inder dann nachts die Stadttore öffneten und den Ausfall versuchten, wurden sie von Ptolemaios’ Truppen angegriffen und ihre Flucht auch durch die herbeigeschleppten Wagen und Palisaden erschwert, sodass sie sich unter einem Verlust von 500 Mann wieder nach Sangala zurückziehen mussten.
Unterdessen war Alexanders neuer Verbündeter, der indische König Poros, mit Kriegselefanten und 5000 Mann Verstärkung eingetroffen. Auch Alexanders Belagerungsmaschinen waren nun errichtet worden und einsatzbereit, doch wurden sie nicht mehr benötigt, da die Makedonen mittlerweile durch gegrabene Tunnels die Stadtmauer unterminiert und teilweise zum Einsacken gebracht hatten. Auf Sturmleitern kletterten sie über die Mauer und eroberten in der Folge Sangala trotz heftiger Gegenwehr der Verteidiger. Bei diesem Sturm wurden 17.000 Inder getötet und 70.000 gefangen genommen. Aber auch die Makedonen hatten schwere Verluste zu beklagen. Im Verlauf des gesamten Kampfes mit den Kathaiern um Sangala betrug die Gesamtzahl der getöteten Soldaten Alexanders laut der Angabe von Ptolemaios zwar nicht ganz 100 Männer, doch gab es eine außergewöhnlich hohe Zahl von mehr als 1200 Verletzten. Die schweren Kämpfe gegen die Kathaier gehörten mit zu den Gründen, welche die Makedonen bald darauf beim Erreichen des Flusses Hyphasis dazu bewegten, Alexander zur Beendigung seines weiteren Vormarsches nach Osten und zur Umkehr zu zwingen.